# Hauptschule
Als Hauptschule wird in Deutschland eine allgemeinbildende Schulform der mittleren Bildung bezeichnet, also auf dem Level 2 nach ISCED-Klassifikation der UNESCO.
In Deutschland hat sich die Zahl der Hauptschulen von 2008 bis 2018 auf 2.600 halbiert. In vielen Bundesländern ist die Hauptschule als eigenständige Schulform abgeschafft oder, im Falle der neuen Bundesländer, gar nicht erst errichtet worden. In Österreich gibt es diese Bezeichnung nicht mehr: Dort wurden seit dem Schuljahr 2008 Hauptschulen zunächst schrittweise zu sogenannten Neuen Mittelschulen umgewandelt und zum Schuljahr 2020/21 schließlich in Mittelschulen umbenannt.

## Deutschland
Die Hauptschule ist eine weiterführende Schule und ein Bildungsgang im gegliederten Schulsystem Deutschlands, der „Schülerinnen und Schülern eine grundlegende allgemeine Bildung“ vermittelt.

### Definition
Die Hauptschule ist in der Bundesrepublik Deutschland eine allgemeinbildende weiterführende Schule im Rahmen des gegliederten Schulsystems, die in den 1960er Jahren aus der 8-jährigen Volksschule hervorgegangen ist. Sie umfasst in der Regel die Klassenstufen 5 bis 9 bzw. 10 im Bereich der Sekundarstufe I und wird mit dem Hauptschulabschluss (Berufsschulreife) abgeschlossen. Sie existiert noch in sechs Bundesländern als eigenständige Schulform. In manchen dieser Länder gilt sie als Regelschule, muss somit von den Schulträgern obligatorisch angeboten werden und ist zugleich Pflichtschule, „weil alle schulpflichtigen Schüler, die keine andere […] Vollzeitschule besuchen, zum Besuch der Hauptschule verpflichtet sind“. Laut Statistischem Bundesamt gab es im Schuljahr 2015/16 in Deutschland 3.946 Hauptschulen mit 567.174 Schülern (Schuljahr 2004/2005 in Deutschland 5.195 Hauptschulen mit 1,08 Millionen Schülern).

### Bildungsauftrag und allgemeine Organisation
Der Unterricht der Hauptschule zielt auf die Berufsreife der Schüler, er ist sehr stark praxisbezogen, handlungs- und methodenorientiert, ohne aber auf Wissenschaftsorientierung zu verzichten. Der Lehrplan entspricht grundsätzlich dem der anderen Schulformen. Jedoch wird das Fach Arbeitslehre verstärkt unterrichtet und ist in einigen Bundesländern anstelle der ersten Fremdsprache, in der Regel Englisch, Hauptfach.
Neben der Vermittlung von schulfachlichen Inhalten soll den Jugendlichen insbesondere das Problem der Berufsorientierung in ihrer inhaltlichen Spannbreite als lebenslanger Handlungs- und Entscheidungsprozess vermittelt werden. Im Mittelpunkt steht hierbei das Thema „Berufswahlvorbereitung“, das sich aufgrund seiner Komplexität nicht in die Fachstruktur nur eines Unterrichtsfaches einordnen lässt und daher in verschiedenen Fächern bearbeitet wird. Außerschulische berufsbezogene Erfahrungen sammeln die Schüler durch den Besuch regionaler Berufsmessen oder des Berufsinformationszentrums (BIZ) der Bundesagentur für Arbeit sowie durch Betriebserkundungen und mehrwöchige Betriebspraktika.
In der Regel wird nach erfolgreichem Besuch der 9. Klasse der Hauptschulabschluss vergeben. Dieser berechtigt zum Beginn einer beruflichen Ausbildung im Rahmen des dualen Ausbildungssystems.
Um der vielstimmigen Forderung nach der Vergleichbarkeit von Abschlüssen Rechnung zu tragen, verlangen einige Bundesländer (zum Beispiel Hessen, Nordrhein-Westfalen und Niedersachsen) mittlerweile verpflichtend eine an den Bildungsstandards der Kultusministerkonferenz (KMK) orientierte schriftliche Hauptschulabschlussprüfung in den Kernfächern Deutsch, Mathematik und erste Fremdsprache sowie eine (teils verpflichtende, teils auf Freiwilligkeit basierende) ergänzende Projektprüfung.

### Bundesländerspezifische Schwerpunkte

#### Bayern
In Bayern gerieten seit der Einführung der sechsstufigen Realschule (sukzessive ab 1999) die Hauptschulen durch Schülermangel zunehmend unter Druck. Besonders in bevölkerungsarmen Regionen mussten zunehmend wohnortnahe Teilhauptschulen geschlossen werden – die Schüler wurden in zentralen Hauptschulen zusammengefasst und dort unterrichtet.
Die Hauptschule bot in Bayern nach der 9. Klasse zwei Schulabschlüsse an: den Hauptschulabschluss und den Qualifizierenden Hauptschulabschluss. Nach Erreichen des Klassenziels in der 9. Klasse der Hauptschule wurde der Hauptschulabschluss vergeben. Nach Bestehen einer Zusatzprüfung, des sogenannten Quali, erhielten die Schüler den Qualifizierenden Hauptschulabschluss.
Um die Chancen für schwächere Schüler auf dem Arbeitsmarkt zu verbessern, wurden spezielle Praxisklassen (sogenannte P-Klassen) für lernschwache Schüler eingerichtet. Für Hauptschüler, die ihrer Begabung zufolge auch eine Realschule besuchen könnten, existieren M-Klassen, in denen das Erreichen des mittleren Bildungsabschlusses (mittlere Reife) nach einem zusätzlichen 10. Schuljahr in der Hauptschule ermöglicht wurde.
Als Weiterentwicklung der Hauptschule wurde zu Beginn des Schuljahres 2010/11 die Mittelschule eingeführt. Die Bezeichnung erhielten Hauptschulen, die allein oder gemeinsam in einem Schulverbund ein Bildungsangebot vermitteln, das regelmäßig die drei Zweige der Berufsorientierung (Technik, Wirtschaft, Soziales) und ein Ganztagsangebot umfasst sowie zum mittleren Schulabschluss führt. Mittelschulen sollen ausgestaltete Kooperationen mit einer beruflichen Schule, der regionalen Wirtschaft und der Arbeitsverwaltung pflegen. Diese Weiterentwicklung ist abgeschlossen: im Schulverzeichnis des Bayerischen Staatsministeriums für Unterricht und Kultus ist die Hauptschule bereits nicht mehr aufgeführt.

#### Berlin
Im Land Berlin wurde im Jahr 2010 die Hauptschule zusammen mit der Realschule und der Gesamtschule in der Integrierten Sekundarschule zusammengefasst. Somit gibt es jetzt in Berlin nur noch zwei Schulformen – die Integrierte Sekundarschule und das Gymnasium.

#### Hessen

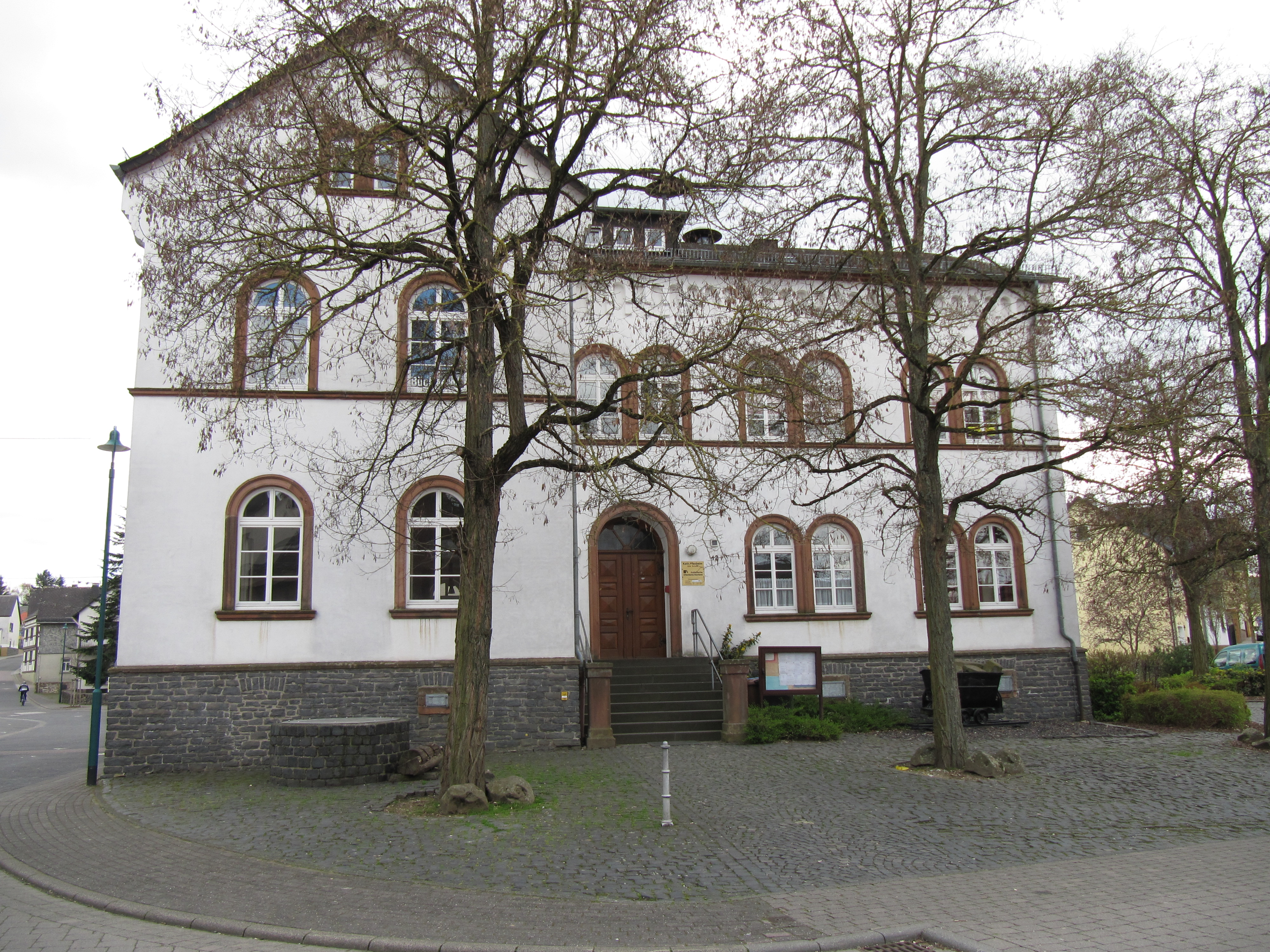
Hessisches Hauptschulgebäude in Beselich-Obertiefenbach

Hauptschulen gibt es in Hessen fast nur noch in den Großstädten. Auf dem Land wurden die Hauptschulen wegen Schülermangels sukzessive abgebaut oder durch Gesamtschulen mit Hauptschulzweig ersetzt.
Den Hauptschulabschluss gibt es in Form des einfachen und des qualifizierenden Hauptschulabschlusses.
Schüler der Hauptschule müssen in der Klasse 9 an Abschlussprüfungen teilnehmen. Das Abschlussverfahren zum Ende der Hauptschulzeit besteht aus einer Projektprüfung und schriftlichen Prüfungen in Deutsch, Mathematik und gegebenenfalls Englisch. Der Hauptschulabschluss wird zuerkannt, wenn die Gesamtleistung 4,4 oder besser ist. Gute Leistungen werden durch die Erteilung eines qualifizierenden Hauptschulabschlusses deutlich gemacht (Gesamtleistung 3,0 und besser).
Die Hauptschule endet nach dem 9. Schuljahr. Einige Hauptschulen bieten optional ein 10. Schuljahr an, mit dessen Besuch die mittlere Reife erworben werden kann.

#### Niedersachsen
An niedersächsischen Hauptschulen werden die Abschlüsse nach den Klassen 9 und 10 nur nach erfolgreicher Teilnahme an einer zentralen (das heißt landesweiten) Abschlussprüfung vergeben. Unter dieser Maßgabe kann am Ende der 9. Klasse der Hauptschulabschluss erworben werden. Hauptschulabsolventen des 9. Jahrgangs können dann freiwillig in die 10. Klasse der Hauptschule wechseln und am Ende des 10. Schuljahrgangs folgende Abschlüsse erwerben:
- Sekundarabschluss I – Hauptschulabschluss
- Sekundarabschluss I – Realschulabschluss sowie
- Erweiterter Sekundarabschluss I, der unter anderem zum Eintritt in die Einführungsphase der gymnasialen Oberstufe (11. bzw. 10. Schuljahrgang) bzw. zum Besuch eines Fachgymnasiums berechtigt.

Im Jahr 2004 startete an Niedersachsens Hauptschulen in der Mittelstufe ein Modellversuch mit dem Anliegen, Jugendliche über einen schuljahrbegleitenden Praktikumstag mit der Arbeits- und Berufswelt vertraut zu machen. An einem Unterrichtstag pro Woche gibt es für Schüler des 8. Jahrgangs seitdem einen „Praxistag“, an dem sie einen Betrieb in der Umgebung der Schule besuchen und sich so für das Berufsleben qualifizieren können. 2005 wurde dieser Praxistag in „Betriebstag“ umbenannt.

#### Nordrhein-Westfalen
In Nordrhein-Westfalen gibt es eine zehnjährige Vollzeitschulpflicht. Die Hauptschüler besuchen nach dem Erwerb des Hauptschulabschlusses nach der Klasse 9 die 10. Klasse der Hauptschule. Nordrhein-Westfalen vergibt nach der Klasse 10 zwei Abschlüsse: den Hauptschulabschluss nach Klasse 10 und den mittleren Schulabschluss (Fachoberschulreife). Mit letzterem kann die Berechtigung zum Besuch der gymnasialen Oberstufe erlangt werden. Für die Eingruppierung in die Klasse 10 sind die Zeugnisnoten in Klasse 9 entscheidend, gegebenenfalls ist auch ein Wechsel in den berufsbildenden Bereich wie die Vorklasse zum Berufsgrundschuljahr oder Ähnliches möglich.

#### Rheinland-Pfalz
Rheinland-Pfalz hat den berufsqualifizierenden Bereich der Sekundarstufe I seit 1992 schrittweise erweitert. Mit der Regionalen Schule und der Dualen Oberschule wurden neben die Hauptschule zwei Schularten gestellt, die den herkömmlichen Haupt- und Realschulbildungsgang integrieren und Schülern des Hauptschulprofils nach dem Prinzip der internen Durchlässigkeit das Erreichen des mittleren Bildungsabschlusses ermöglichen. Die Hauptschule wurde im Jahr 2014 abgeschafft. Der Hauptschulbildungsgang wurde vollständig in die sogenannte „Realschule plus“ integriert.

#### Saarland
Im Saarland wurden die Hauptschule zunächst Mitte der 1990er mit der Realschule zur Erweiterten Realschulen zusammengeführt. In dieser Schulform wurden die Schüler in den Klassen 5 und 6 gemeinsam unterrichtet und ab der 7. Klasse in verschiedene Zweige aufgeteilt (Haupt- bzw. Realschulzweig). Seit dem Schuljahr 2012/2013 wurden die Erweiterten Realschulen ebenfalls abgeschafft und durch die Gemeinschaftsschule ersetzt, die binnendifferenziert unter anderem auch zum Hauptschulabschluss führt.

#### Übrige Bundesländer
In etlichen Bundesländern ist die Hauptschule als eigenständige Schulform entweder abgeschafft oder, wie im Fall der neuen Bundesländer, gar nicht erst errichtet worden. Sie existiert jedoch weiterhin in Form eines teilintegrierten Bildungsganges, das heißt, dass die Bundesländer durch ihr Schulsystem sicherstellen müssen, dass der Hauptschulabschluss erworben werden kann.
Die Zahl der Hauptschulen hat sich seit 2005 mehr als halbiert. Vier von zehn Hauptschulen wurden in den vergangenen zehn Jahren geschlossen. Sind 1975 2,5 Millionen Kinder auf die Hauptschule gegangen, waren es 2005 noch eine Million. Die Zahl ihrer Schüler ist zum Jahr 2018 auf bundesweit 390.000 weiter gesunken.
Thüringen hat mit der Einführung der Regelschule, Sachsen mit der Errichtung der Mittelschule, Mecklenburg-Vorpommern mit der Einrichtung Regionaler Schulen sowie Sachsen-Anhalt und Bremen mit der Zusammenlegung des Haupt- und Realschulbildungsganges in sogenannten Sekundarschulen jeweils eine eigene Schulform geschaffen.
Hamburg hat zum Jahr 2009 die Haupt- und Realschulen als eigenständige Schulform abgeschafft. In den neu geschaffenen Stadtteilschulen kann der Hauptschulabschluss als integrierter Bildungsgang erworben werden. Die Zusammenlegung von Haupt- und Realschulen hatte die Bürgerschaft am 9. Juli 2008 einstimmig beschlossen.
2007 hat auch Schleswig-Holstein beschlossen, die Hauptschule abzuschaffen. In Schleswig-Holstein entstanden bis zum Schuljahr 2010/11 flächendeckend Gemeinschaftsschulen und Regionalschulen. Mittlerweile werden alle Regionalschulen zu Gemeinschaftsschulen. Die Schülerinnen und Schüler werden im Klassenverband binnendifferenziert beschult.

### Schulpädagogische Herausforderungen und Konzepte
In vielen Hauptschulklassen sitzen Schüler an der Grenze zur Lernbehinderung neben durchschnittlich begabten und leistungsfähigen Jungen und Mädchen, Kinder und Jugendliche mit zufriedenstellender sprachlicher Kompetenz neben Jugendlichen mit geringem deutschen Sprachvermögen. Ebenso verschieden sind die Schüler in ihren soziokulturellen Lebenslagen. Vielerorts unterscheiden sie sich hinsichtlich ihres kulturellen bzw. ethnisch-religiösen Hintergrundes ebenso stark voneinander wie hinsichtlich der sozialen Situation innerhalb ihrer Familien.
Die Hauptschule hat darauf reagiert und diverse didaktische und (sozial-)pädagogische Konzepte in ihren Alltag integriert, um die aus den unterschiedlichen Voraussetzungen erwachsenden Probleme ihrer Schülerschaft aufzufangen. Zu den wichtigsten dieser Konzepte zählen:
- Klassenlehrerprinzip,
- Teamteaching,
- Jahrgangsübergreifender Unterricht,
- Ausbau projektorientierter Unterrichtsmodule,
- Deutschkurse für ausländische Schüler,
- berufsqualifizierende Sonder- bzw. Jahrespraktika,
- Schulsozialarbeit,
- Soziale Gruppenarbeit,
- Soziales Lernen,
- Trainingsraum („Arizona-Modell“),
- Gewaltprävention,
- Streitschlichtung (Schulmediation),
- Suchtberatung.

### Kritik und Reformversuche

#### Verschieden leistungsstarke Hauptschulen
Die Bildungsforscher Ulrich Trautwein, Jürgen Baumert und Kai Maaz identifizieren drei Formen von Hauptschulen.
1. Die Modalform der Hauptschule, Hauptschulen mit mittlerem Leistungsniveau: Hierzu gehören 45 Prozent der Hauptschulen in der Bundesrepublik.
2. Problemschulen, Hauptschulen mit niedrigem Leistungsniveau: Rund die Hälfte der Schüler hat mindestens eine Klasse wiederholt. 50 Prozent stammen aus Migrantenfamilien, in denen zu Hause nicht Deutsch gesprochen wird. 40 Prozent der Eltern verfügen über keine abgeschlossene Berufsausbildung. Fast ein Drittel der Familien sind von Arbeitslosigkeit betroffen. 16 Prozent aller Hauptschulen gelten als Problemschulen. Die Schulen befinden sich vor allem in Stadtstaaten (Hamburg, Bremen und Berlin), in Hessen und in nordrhein-westfälischen Metropolen (insbesondere im Ruhrgebiet).
3. Leistungsstarke Hauptschulen: Die Schüler dieser Schulen sind so leistungsfähig wie Realschüler. Diese findet man in nennenswertem Umfang nur in Baden-Württemberg, Bayern, Rheinland-Pfalz wie auch in ländlichen Regionen Nordrhein-Westfalens.

#### Perspektiven für Hauptschüler
40 Prozent der Hauptschulabsolventen schaffen den Übergang in eine Ausbildung im dualen System. 8 Prozent schaffen den Übertritt in das Schulberufssystem (vollzeitschulische Ausbildung oder Beamtenausbildung). Jedoch wäre es falsch, ein pauschales Urteil zu fällen. Die Chancen für Hauptschüler sind von Bundesland zu Bundesland unterschiedlich. Dort, wo die Hauptschule eine starke Stellung besitzt, existieren im handwerklichen Bereich sowie im Bereich bestimmter kaufmännischer Berufe (z. B. Einzelhandel) attraktive Ausbildungsoptionen.

#### Gründe für das negative Bild der Hauptschule und Reformansätze

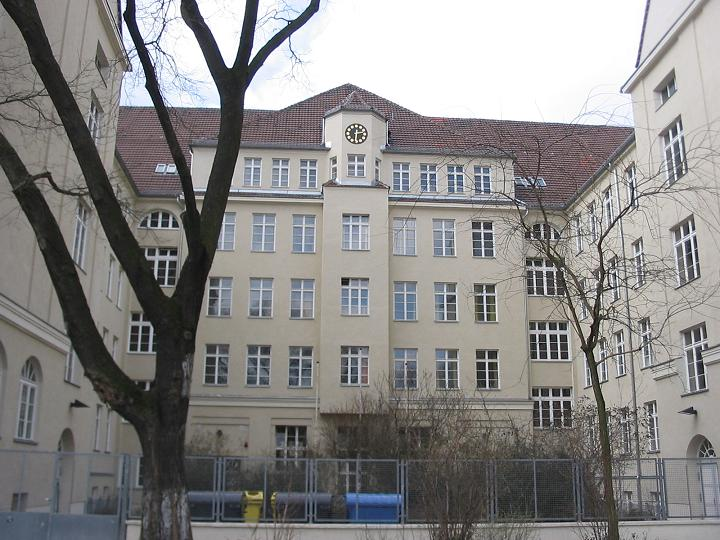
Rütli-Schule, Berlin-Neukölln

Der Hamburger Erziehungswissenschaftler Herbert Gudjons sieht dieses Bild von Schule darin begründet, „dass der Besuch der Hauptschule selten durch freie Entscheidung für ein hauptschulspezifisches Konzept zustande kommt, sondern weitgehend Folge eines negativen Ausleseprozesses ist“. Infolgedessen wird die Hauptschule oft verkürzt als „Restschule“ bezeichnet. Oft führen soziokulturelle Ursachen wie etwa belastetes Familienumfeld, soziale Isolation (zum Beispiel durch Migrationshintergrund) oder fehlende Werte oder Zukunftsperspektiven bei Schülern, die in einer Parallelgesellschaft aufwachsen, dazu, dass Schülern der Übertritt an andere Schulen nicht gelingt und sich Hauptschulen in sozial belasteten Wohngebieten teilweise zu „Brennpunktschulen“ entwickeln. Darüber hinaus muss berücksichtigt werden, dass Hauptschulen auch in einem intakten Umfeld, beispielsweise auf dem Land, um die Anerkennung ihres Bildungsniveaus fürchten müssen.
Die Hauptschule gewinnt Grundschulabgänger selten freiwillig für ihren Bildungsgang, muss vielerorts als Pflichtschule gleichzeitig aber all diejenigen aufnehmen, die sich in den anderen Bildungsgängen nicht zurechtfinden. Die im Hamburger Abkommen von 1964 beabsichtigte Aufwertung der Hauptschule zu einer praxisorientierten weiterführenden Schule neben der Realschule und dem Gymnasium ist von der Öffentlichkeit in der Summe nicht angenommen worden. Die Zahlen des Statistischen Bundesamtes belegen: Der Anteil der Hauptschüler an allen Schülern eines Jahrgangs nimmt bundesweit seit Jahren ab (2002 bis 2005: −2,4 Prozent; im selben Zeitraum: Realschule +5,4 Prozent, Gymnasium: +4,7 Prozent). Dieser Prozess ist in allen Bundesländern – bei großen regionalen Unterschieden – tendenziell einheitlich. Gewinner dieser Verschiebung sind die Realschulen. Angesichts dieser Entwicklung steht die Hauptschule innerhalb des gegliederten Schulsystems für viele Schulpädagogen mittlerweile in einem Legitimierungsvakuum.
Die Bundesländer haben darauf unterschiedlich reagiert:
- mit der Beibehaltung der Hauptschule als eigenständige Schulform, erweitert um einen 10. Schuljahrgang, womit der Erwerb des Mittleren Bildungsabschlusses ermöglicht wird,
- mit der Abschaffung der Hauptschule als eigenständige Schulform hin zu einem gegliederten Schulsystem mit teil- oder vollintegrierten Sekundarstufenschulen (Zusammenlegung der Haupt- und Realschulen mit interner Durchlässigkeit der Bildungsgänge).

Politischer Wille ist es, die Schullaufbahn nach oben hin durchlässig zu gestalten, um Hauptschülern weiterführende Bildungschancen zu ermöglichen und damit das geringe gesellschaftliche Ansehen des Hauptschulbildungsganges zu verbessern. Für Bildungsforscher, die im Zusammenhang mit der PISA-Studie die Lebenswelt der Jugendlichen und ihre schulische Sozialisation untersuchen, ist das grundlegende Problem aber nicht gelöst, dass die Hauptschule – selbst in einem integrierten Bildungsgang – innerhalb des derzeitigen gegliederten Schulsystems eine ausgesprochen unterschichtspezifische Schule zu werden droht, in der die durch die soziale Herkunft bedingten Bildungsnachteile institutionell verstärkt werden.

### Bildungspolitische Vertretung
Die Gewerkschaft Erziehung und Wissenschaft (GEW) als DGB-Gewerkschaft und der Verband Bildung und Erziehung (VBE) als Verband des Beamtenbundes vertreten die Interessen der Hauptschullehrer als Gewerkschaften. Damit bilden sie auch die bildungspolitische Vertretung der Lehrer im Hauptschulbereich.

## Österreich

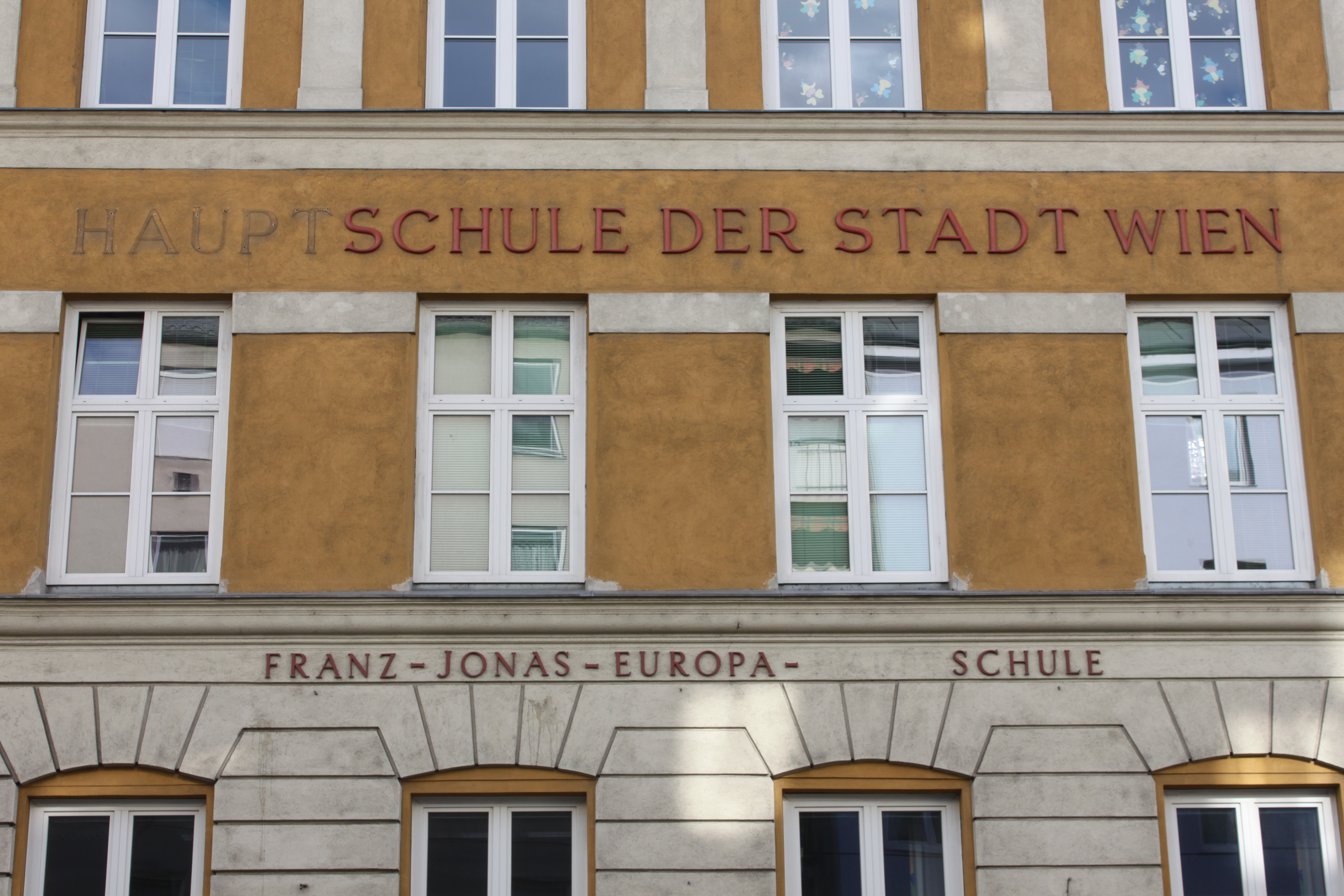
Entfernung der Nennung Hauptschule. Mit dem Schuljahr 2015/2016 gilt in Österreich generell die Nennung Neue Mittelschule.

Die mit Bundesgesetz vom 2. August 1927 aus der Bürgerschule hervorgegangene Hauptschule ist in Österreich eine vierjährige, allgemeinbildende Pflichtschule, die in der Regel im Alter von 10 bis 14 Jahren besucht wird und der Volksschule (entspricht der bundesdeutschen Grundschule) folgt, sofern keine alternative Bildungsmöglichkeit (Gymnasium, AHS-Unterstufe) gewählt wurde. Um sich gegenüber den Unterstufen der allgemeinbildenden höheren Schulen (Gymnasien, AHS-Unterstufe) besser zu profilieren und drohenden Schließungen aufgrund sinkender Schülerzahlen entgegenzuwirken, haben sich in den letzten Jahren spezialisierte Formen wie Sporthauptschule oder Musikhauptschule entwickelt, die – im Gegensatz zu den normalen Hauptschulen – besondere Aufnahmebedingungen (die Spezialisierung betreffend) haben.
Das Aufkommen der Reformpädagogik sowie das Erstarken der Sozialdemokraten in den 1920er-Jahren führten zu Bestrebungen einer gemeinsamen Schule für alle Zehn- bis Vierzehnjährigen, deren Umsetzung jedoch am Widerstand der Christlichsozialen Partei (dem Vorgänger der ÖVP) scheiterte. Als Kompromiss ging das Mittelschul- und Hauptschulgesetz hervor.
Die Hauptschule wurde zunächst in zwei Klassenzügen geführt, wobei die Zuordnung jeweils für sämtliche Unterrichtsgegenstände galt. Im 1. Klassenzug, der auch A-Zug genannt wurde, waren die leistungsstärkeren Schüler, im 2. Klassenzug, auch als B-Zug bezeichnet, fanden sich die leistungsschwächeren Schüler. Die Lehrpläne waren so ausgerichtet, dass ein Übertritt sowohl vom B- in den A-Zug als auch vom A-Zug in die Mittelschule möglich war. Nachdem dies im Austrofaschismus und in der Zeit des Nationalsozialismus außer Kraft gesetzt war, wurden die Regelungen 1946 wieder übernommen. In den 1970er-Jahren gab es abermals Bestrebungen der Sozialdemokratie nach einer Gesamtschule. Aufgrund des Widerstands der ÖVP blieb es jedoch bei einigen, inzwischen auf unbestimmte Zeit verlängerten Schulversuchen, die fast nur an Hauptschulen durchgeführt werden und daher nicht zur erwünschten Integration von AHS-Unterstufe und Hauptschule führten.
Seit den 1980er-Jahren ist dieses Zwei-Klassen-System in Hauptschulen durch Leistungsgruppen in den Hauptgegenständen (Deutsch, Mathematik, Englisch) ersetzt, sodass einerseits Begabungen besser gefördert und andererseits Lernschwächen in den einzelnen Fächern vermindert werden können. Weiters besteht in diesem Schultyp das unterrichtende Personal aus Fachlehrern, das heißt, für jedes Fach steht ein eigener Lehrer zur Verfügung (dies schließt allerdings nicht aus, von ein und demselben Ausbilder in zwei unterschiedlichen Fächern unterrichtet zu werden). Die Dauer einer Unterrichtsstunde ist, wie bei anderen Schulen in Österreich, auf 50 Minuten festgesetzt.
In der Regel besuchen Schüler nach Absolvierung der Hauptschule den Polytechnischen Lehrgang, um die neunjährige Pflichtschulzeit zu erfüllen, oder sie beginnen eine berufsbildende mittlere Schule (wie die Handelsschule) oder eine berufsbildende höhere Schule (wie die Handelsakademie oder eine Höhere Technische Lehranstalt). Nur wenige besuchen nach der Hauptschule ein Oberstufen(real)gymnasium oder (wenn etwa Repetenten die Schulpflicht bereits absolviert haben) treten direkt ins Berufsleben bzw. in ein Lehrverhältnis ein.
Schulerhalter der Hauptschulen sind wie bei den Volksschulen die Gemeinden, während die Lehrer von den Bundesländern gestellt werden.
Seit 2000 ergänzt in Österreich ein dritter Schultyp, die Kooperative Mittelschule (KMS), das Angebot von Hauptschule und AHS-Unterstufe. Viele frühere Hauptschulen wurden in den Schulversuch KMS umgewandelt.
Durch stetige Imageschwächen der Hauptschulen (überwiegend in den Großstädten) flammen immer wieder Diskussionen über die Einführung einer Neuen Mittelschule auf (Gesamtschule). 2008 wurde der weitere Schulversuch Neue Mittelschule eingeführt. Alle Hauptschulen entwickelten sich seit 2012 zu Neuen Mittelschulen (NMS) weiter. Dieser Entwicklungsprozess wurde im Schuljahr 2017/18 abgeschlossen, d.h. dass ab 2018/19 die NMS im Vollausbau besteht und es keine Hauptschulklassen mehr gibt.

### Leistungsgruppen und Notensystem
In der 1. Leistungsgruppe wird die höchste Leistung abverlangt. Der Stoff entspricht dem des Gymnasiums. Die 2. und 3. Leistungsgruppe sind so ausgelegt, „dass sich jede Leistungsgruppe nach Möglichkeit um eine Notenstufe von der nächsthöheren unterscheidet“. Im Notensystem der Leistungsgruppen ist demnach ein Einser („Sehr gut“) in der 2. Leistungsgruppe gleichbedeutend mit einem Zweier („Gut“) in der 1. Leistungsgruppe. In der 1. und 2. Leistungsgruppe gibt es keinen Fünfer („Nicht genügend“), denn bei negativer Beurteilung in der 1. oder 2. Leistungsgruppe wird der Schüler in die darunterliegende Leistungsgruppe abgestuft. Die Leistungsgruppen sind besonders für die nachfolgende Schule oder die Lehr- oder Berufsmöglichkeiten entscheidend, da sich anhand der Leistungsgruppe ein besonders lernschwacher oder -starker Schülertyp herauslesen lässt.